# Лајковац
Лајковац је градско насеље у Србији и седиште истоимене општине у Колубарском управном округу. Према попису из 2022. било је 3.211 становника. Лајковац је смештен у котлини средње Колубаре на надморској висини од око 120 m. Град се налази на левој обали реке, 69 километара од Београда Ибарском магистралом, а 27 километара од Ваљева. Лајковац је седиште општине у Колубарском округу.

## Географија
Једна од важнијих железничких станица на прузи Београд-Бар, врло живим аутобуским саобраћајем повезана са Београдом, Ваљевом, Чачком и другим местима. Лајковац је центар истоимене општине са нешто мање од 18.000 становника. Ратарство, сточарство, повртарство и воћарство најразвијеније су привредне гране у овој општини. Поред тога развијена су и индустријска предузећа-производња грађевинског материјала „Димитрије Туцовић“ у Ћелијама, електромашински сервис „Елмонт“, површински угљенокоп „Тамнава-Западно поље“.

## Историја
Варошица је настала проласком првог воза-легендарног „Ћире“ кроз ово место. Било је то 1908. године када је Лајковац већ био одређен за железничку станицу узаног колосека Обреновац-Лајковац. Лајковац је убрзо и постао највећа железничка станица узане пруге у Србији, раскрсница за Чачак, Ужице, Вишеград Сарајево, Дубровник и Зеленику, Ваљево, Аранђеловац и Београд. Био је Југославија у малом, јер је настањен железничарима са свих страна Југославије, па је и имао католичку цркву за железничаре те вере. Са нестанком „Ћире“, Лајковцу су остале само успомене и песма у којој је ова варошица опевана „Иде Миле лајковачком пругом“.
Указом Краља од 29. фебруара 1924. године насеље је добило статус варошице.

## Општина Лајковац
У састав општине Лајковац поред варошице Лајковац улази и 18 насељених места: Јабучје, Боговађа (ранији назив Прњавор), Непричава, Врачевић, Доњи Лајковац, Лајковац (село), Рубрибреза, Маркова Црква, Ратковац, Придворица, Мали Борак, Скобаљ, Пепељевац, Словац, Степање, Стрмово, Бајевац и Ћелије.

## Излетишта и знаменитости
Село Боговађа са непрегледним шумама, благо заталасаним теренима, савремено опремљеним мотелом, летовалиштем Црвеног крста из Београда. Од објеката културно-историјске баштине посебно се истиче и манастир Боговађа у истоименом селу. Још давне 1567. године писали су преписивачи књига у манастиру, док се школа у манастиру помиње тек почетком 18. века. Пред Први српски устанак пером, књигом и сликом се у Боговађи бави архимандрит манастира Хаџи-Рувим Нешковић. У то време манастир Боговађа располаже са једном од највећих библиотека у Србији. Такође је ту седиште Правитељствујушћег Совјета народа Српског (прве српске владе) 1805.
У селу Ћелије налази се спомен-костурница палим борцима у Колубарској бици која се одиграла новембра и децембра 1914. године између српске војске и доста јаче, опремљеније и бројније аустроугарске војске. Најжешће борбе водене су баш на брдима у Ћелијама-Човци и Враче брду. После рата, на остацима много старијег здања подигнута је црква Светог Ђорђа. Црквица је подигнута на рушевинама старог манастира из 13. века. У средишњем делу цркве, приликом радова на обнови манастира, пронађен је костур неког српског велможе из средњег века. Верује се да је Гргур Бранковић, син деспота Ђурђа Бранковића. 
У селу Маркова Црква налази се веома стара црква која потиче из средњег века. Овде се налази и Црква Светог Димитрија у Лајковцу.
У самом Лајковцу налази се и железничка станица која је на мрежи уских пруга у Југославији после сарајевске била највећа те врсте.
Овде се налазе ОШ „Миле Дубљевић” Лајковац, Туристичка организација Лајковац, Културни центар „Хаџи Рувим” Лајковац и Јолића воденица.
- ОШ „Миле Дубљевић”
- Зграда СО
- Јолића воденица
- Железничка станица

## Демографија
У насељу Лајковац (варош) живи 2743 пунолетна становника, а просечна старост становништва износи 39,5 година (38,5 код мушкараца и 40,4 код жена). У насељу има 1174 домаћинства, а просечан број чланова по домаћинству је 2,93.
Ово насеље је великим делом насељено Србима (према попису из 2002. године), а у последња три пописа, примећен је пораст у броју становника.
|             | \| Демографија[3] \| Демографија[3] \| Демографија[3] \| \| Година \| Становника \| Становника \| \| -------------- \| -------------- \| -------------- \| \| 1948. \| 1.500 \| \| \| 1953. \| 1.683 \| \| \| 1961. \| 2.677 \| \| \| 1971. \| 3.044 \| \| \| 1981. \| 3.188 \| \| \| 1991. \| 3.428 \| 3.388 \| \| 2002. \| 3.443 \| 3.519 \| \| 2011. \| 3.249 \| \| |            |
| Демографија | |            |
| Година      | Становника | Становника |
| 1948.       | 1.500 |            |
| 1953.       | 1.683 |            |
| 1961.       | 2.677 |            |
| 1971.       | 3.044 |            |
| 1981.       | 3.188 |            |
| 1991.       | 3.428 | 3.388      |
| 2002.       | 3.443 | 3.519      |
| 2011.       | 3.249 |            |

| Етнички састав према попису из 2002.‍ | Етнички састав према попису из 2002.‍ | Етнички састав према попису из 2002.‍ | Етнички састав према попису из 2002.‍ | Етнички састав према попису из 2002.‍ |
| ------------------------------------ | ------------------------------------ | ------------------------------------ | ------------------------------------ | ------------------------------------ |
|                                      |                                      |                                      |                                      |                                      |
| Срби                                 | Срби                                 |                                      | 3.351                                | 97,32%                               |
| Роми                                 | Роми                                 |                                      | 25                                   | 0,72%                                |
| Југословени                          | Југословени                          |                                      | 18                                   | 0,52%                                |
| Македонци                            | Македонци                            |                                      | 15                                   | 0,43%                                |
| Црногорци                            | Црногорци                            |                                      | 3                                    | 0,08%                                |
| Буњевци                              | Буњевци                              |                                      | 2                                    | 0,05%                                |
| Хрвати                               | Хрвати                               |                                      | 1                                    | 0,02%                                |
| Украјинци                            | Украјинци                            |                                      | 1                                    | 0,02%                                |
| Словенци                             | Словенци                             |                                      | 1                                    | 0,02%                                |
| Немци                                | Немци                                |                                      | 1                                    | 0,02%                                |
| непознато                            | непознато                            |                                      | 13                                   | 0,37%                                |

| Година пописа     | 1948. | 1953. | 1961. | 1971. | 1981. | 1991. | 2002. |
| ----------------- | ----- | ----- | ----- | ----- | ----- | ----- | ----- |
| Број домаћинстава | 457   | 484   | 799   | 942   | 1.065 | 1.114 | 1.174 |

| Број чланова      | 1   | 2   | 3   | 4   | 5   | 6  | 7  | 8 | 9 | 10 и више | Просек |
| ----------------- | --- | --- | --- | --- | --- | -- | -- | - | - | --------- | ------ |
| Број домаћинстава | 245 | 274 | 223 | 262 | 103 | 52 | 14 | 1 | 0 | 0         | 2,93   |

| Пол    | Укупно | Неожењен/Неудата | Ожењен/Удата | Удовац/Удовица | Разведен/Разведена | Непознато |
| ------ | ------ | ---------------- | ------------ | -------------- | ------------------ | --------- |
| Мушки  | 1.391  | 403              | 862          | 61             | 52                 | 13        |
| Женски | 1.517  | 309              | 866          | 257            | 77                 | 8         |
| УКУПНО | 2.908  | 712              | 1.728        | 318            | 129                | 21        |

| Пол    | Укупно                    | Пољопривреда, лов и шумарство | Рибарство                            | Вађење руде и камена | Прерађивачка индустрија       |
| ------ | ------------------------- | ----------------------------- | ------------------------------------ | -------------------- | ----------------------------- |
| Мушки  | 741                       | 13                            | 0                                    | 197                  | 127                           |
| Женски | 511                       | 11                            | 0                                    | 60                   | 130                           |
| УКУПНО | 1.252                     | 24                            | 0                                    | 257                  | 257                           |
| Пол    | Производња и снабдевање   | Грађевинарство                | Трговина                             | Хотели и ресторани   | Саобраћај, складиштење и везе |
| Мушки  | 51                        | 50                            | 24                                   | 7                    | 95                            |
| Женски | 5                         | 10                            | 46                                   | 19                   | 18                            |
| УКУПНО | 56                        | 60                            | 70                                   | 26                   | 113                           |
| Пол    | Финансијско посредовање   | Некретнине                    | Државна управа и одбрана             | Образовање           | Здравствени и социјални рад   |
| Мушки  | 0                         | 6                             | 31                                   | 27                   | 15                            |
| Женски | 3                         | 11                            | 43                                   | 40                   | 63                            |
| УКУПНО | 3                         | 17                            | 74                                   | 67                   | 78                            |
| Пол    | Остале услужне активности | Приватна домаћинства          | Екстериторијалне организације и тела | Непознато            | Непознато                     |
| Мушки  | 22                        | 0                             | 0                                    | 76                   | 76                            |
| Женски | 13                        | 0                             | 0                                    | 39                   | 39                            |
| УКУПНО | 35                        | 0                             | 0                                    | 115                  | 115                           |